# 小谷誠
小谷 誠（こたに まこと、1937年9月25日 - ） は、日本の医用生体工学者。元東京電機大学学長。元日本生体磁気学会会長。元日本生体医工学会副会長。

## 人物・経歴
高知県で農家の次男として生まれる。1956年高知県立中村高等学校卒業。1961年東京電機大学工学部電気通信科卒業。1964年東京電機大学大学院工学研究科修士課程修了。1973年東京電機大学工学博士。1975年マサチューセッツ工科大学客員研究員。1977年東京電機大学工学部教授。1995年東京電機大学工学部第一部長、学校法人東京電機大学理事。1997年日本生体磁気学会会長。
1998年東京電機大学学長。2005年理研計器株式会社監査役。2007年学校法人東京電機大学理事。2008年東京電機大学名誉教授。2013年カシオ計算機株式会社取締役。2016年東京電機大学顧問。2015年秋の叙勲で瑞宝中綬章受章。
公益財団法人磁気健康科学研究振興財団理事長、北里大学医学部客員教授、日本生体医工学会副会長、日本生体医工学会大会長、生体磁気国際会議会長、ライフサポート学会会長、日本ME学会副会長、大学評価・学位授与機構大学評価専門委員、財団法人カシオ科学振興財団選考審査委員なども歴任した。日本ME学会名誉会員、日本生体医工学会名誉会員、日本コンピュータ外科学会名誉会員、日本生体磁気学会名誉会員。